# جوزيف كلاي (سياسي)
جوزيف كلاي (بالإنجليزية: Joseph Clay)‏ هو سياسي أمريكي، ولد في 24 يوليو 1769 في فيلادلفيا في الولايات المتحدة، وتوفي في 27 أغسطس 1811. حزبياً، نشط في الحزب الجمهوري الديمقراطي. وقد انتخب عضو مجلس النواب الأمريكي.